# Molochansk
Molochansk (ucraniano: Молочанськ; ruso: Молочанск) es un pueblo ucraniano perteneciente al óblast de Zaporiyia. Situado en el sur del país, forma parte del raión de Pologi y es centro del municipio (hromada) de Molochansk.
La localidad está ocupada por Rusia desde marzo de 2022 en el marco de la invasión rusa de Ucrania.

## Geografía
Molochansk está situada sobre el río Molochna, en confluencia de los ríos Tokmak y Chingul en él. Se encuentra a 10 km al noreste de Tokmak y 78 km al sudeste de Zaporiyia. 

## Historia
Molochansk fue fundada, con el nombre de Halbstadt, en 1804 por colonos menonitas alemanes que habían sido invitados a colonizar las vastas estepas del Imperio ruso. Éstos habitantes tenían  como lengua materna el plautdietsch y procedian de Prusia Occidental. Los menonitas habían sido invitados a fundar la colonia de Jórtytsia en 1789 por la zarina Catalina II. El éxito de Jórtytsia impulsará la creación de otros pueblos en la región del río Molochna. En 1850, había más de cincuenta pueblos menonitas al sudeste de Halbstadt. En la primera mitad del siglo XIX, la rama económica más importante de la colonia era la ganadería ovina, que luego dio paso a la agricultura.
En 1870, las autoridades imperiales rusas anunciaron su intención de rusificar la población y poner fin a los privilegios otorgados a los menonitas concedidos para atraerlos a la gobernación de Táurida. Los menonitas estaban particularmente alarmados ante la idea de verse obligados a portar armas y ya no ser capaces de dirigir sus propias escuelas en alemán, que consideraban esencial para la supervivencia de su religión y forma de vida. Entre 1874 y 1880, de una población de unos 45.000 menonitas en el sur de Rusia, 10.000 emigraron a Estados Unidos y 8.000 a Manitoba, Canadá.
A principios del siglo XX, varias familias alemanas de la región partieron para colonizar las tierras de la llanura de Kumyk en lo que ahora es Daguestán. En 1915, cuando el Imperio ruso estuvo en guerra con el Imperio alemán en la Primera Guerra Mundial, la ciudad perdió su nombre germánico y en 1928, el asentamiento pasó a llamarse Molochansk.
En 1918, el asentamiento formaba parte de la República Popular de Ucrania. Tras la Revolución rusa y el triunfo bolchevique en la guerra civil rusa, Molochansk se convirtió en la capital de un distrito nacional alemán.
Durante la ocupación alemana en la Segunda Guerra Mundial, Molochansk volvió a llevar el nombre de Halbstadt y fue la capital del distrito de Halbstadt dentro del Comisariado Imperial de Ucrania. Las poblaciones de origen alemán están registradas como Volksdeutsche y algunas se alistan en la Wehrmacht. Las juventudes incluso hicieron un desfile marchando frente a Himmler el 31 de octubre de 1942. La población alemana fue evacuada al Reichsgau de Wartheland en 1943 y, a más tardar cuando el Ejército Rojo reconquistó la zona el 21 de septiembre de ese mismo año. Debido a las políticas nacionales hostiles hacia los menonitas en la Unión Soviética del siglo XX, casi no quedan menonitas en la región y una gran cantidad de personas perdieron todas sus posesiones, abandonaron el país o fueron reubicadas en Siberia, Kazajistán (principalmente en la región de Karagandá) y Kirguistán.
En 2004, se celebró el 200 aniversario de Molochansk/Halbstadt con la asistencia de distinguidos invitados de todo el mundo. El embajador de Canadá en Ucrania estuvo presente en este evento de gala. Hasta el 18 de julio de 2020, Molochansk fue parte del raión de Tokmak. El raión fue abolido en julio de 2020 como parte de la reforma administrativa de Ucrania, que redujo el número de raiones del óblast de Zaporiyia a cinco. El territorio del raión de Tokmak se dividió y Molochansk se fusionó con el raión de Pologi.En 2023, Molochansk perdió el estatus de asentamiento de tipo urbano en la legislación ucraniana debido a la eliminación de este estatus administrativo.
Durante la invasión rusa de Ucrania de 2022, Molochansk fue ocupada por Rusia. 

## Demografía
La evolución de la población de Molochansk entre 1939 y 2022 fue la siguiente:
| 11 800                                                        | 10 771 | 12 068 | 10 082 | 9096 | 7964 | 7624 | 6980 | 6711 | 6430 | 6099 |
| (Fuente: Cities & Towns of Ukraine y UKRAINE: Größere Städte) |        |        |        |      |      |      |      |      |      |      |

Según el censo de 2001, el 76,3% de la población son ucranianos y el 21,2% son rusos. En cuanto al idioma, la lengua materna de la mayoría de los habitantes, el 57,38%, es el ucraniano; del 42,28% es el ruso.

## Infraestructura

### Transporte
Por Molochansk pasan la carretera T-0401 y a estación de tren de Molochansk, que se encuentra en la línea de ferrocarril Fedorivka-Tokmak.

## Personas ilustres
- William Neufeld (1901-1992): lanzador de jabalina estadounidense de origen ruso-alemán que compitió en los JJOO de París (1924).
- Ingrid Rimland (1936-2017): escritora estadounidense de novelas basadas en sus experiencias al crecer en una comunidad menonita en Ucrania y negadora del Holocausto.

## Galería

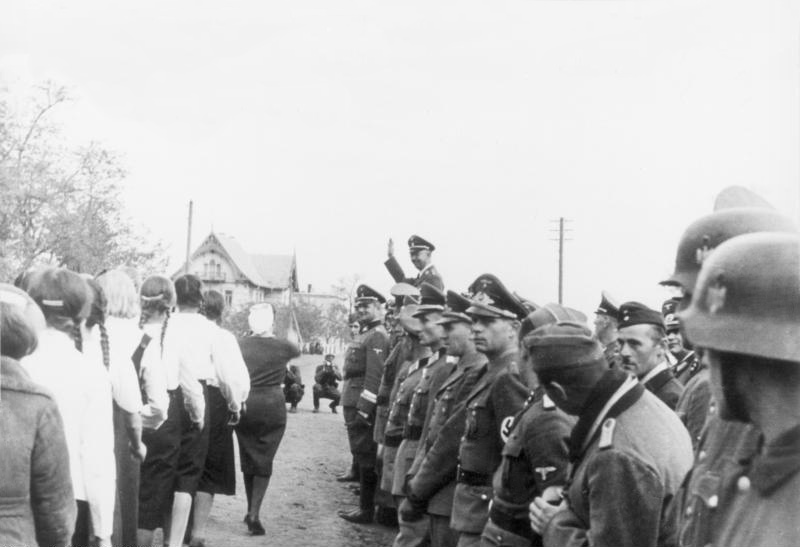
Juventudes de los Volksdeutsche marchando frente a Himmler en Molochansk (31 de octubre de 1942)
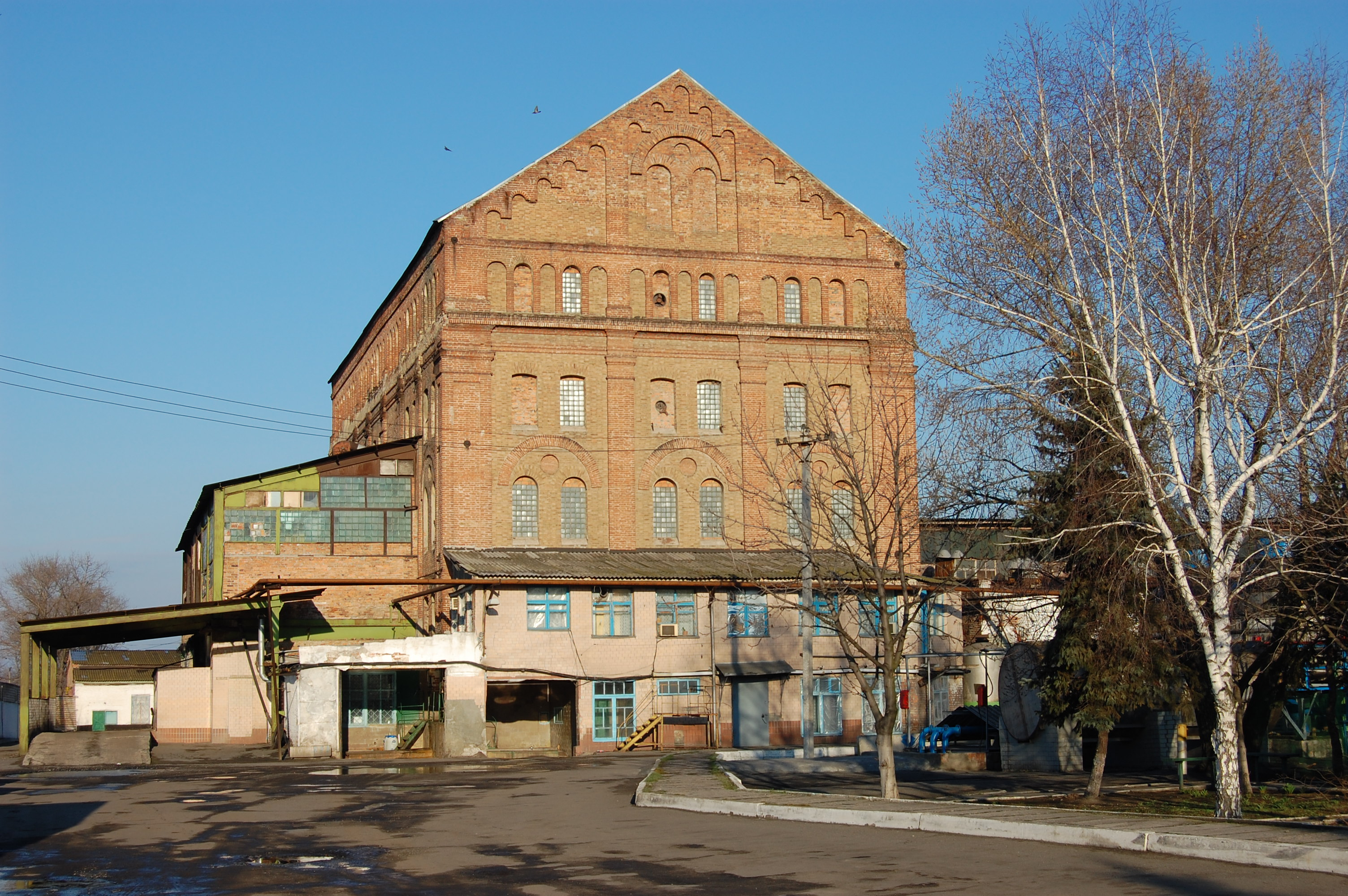
Molino de Heinrich H Willms
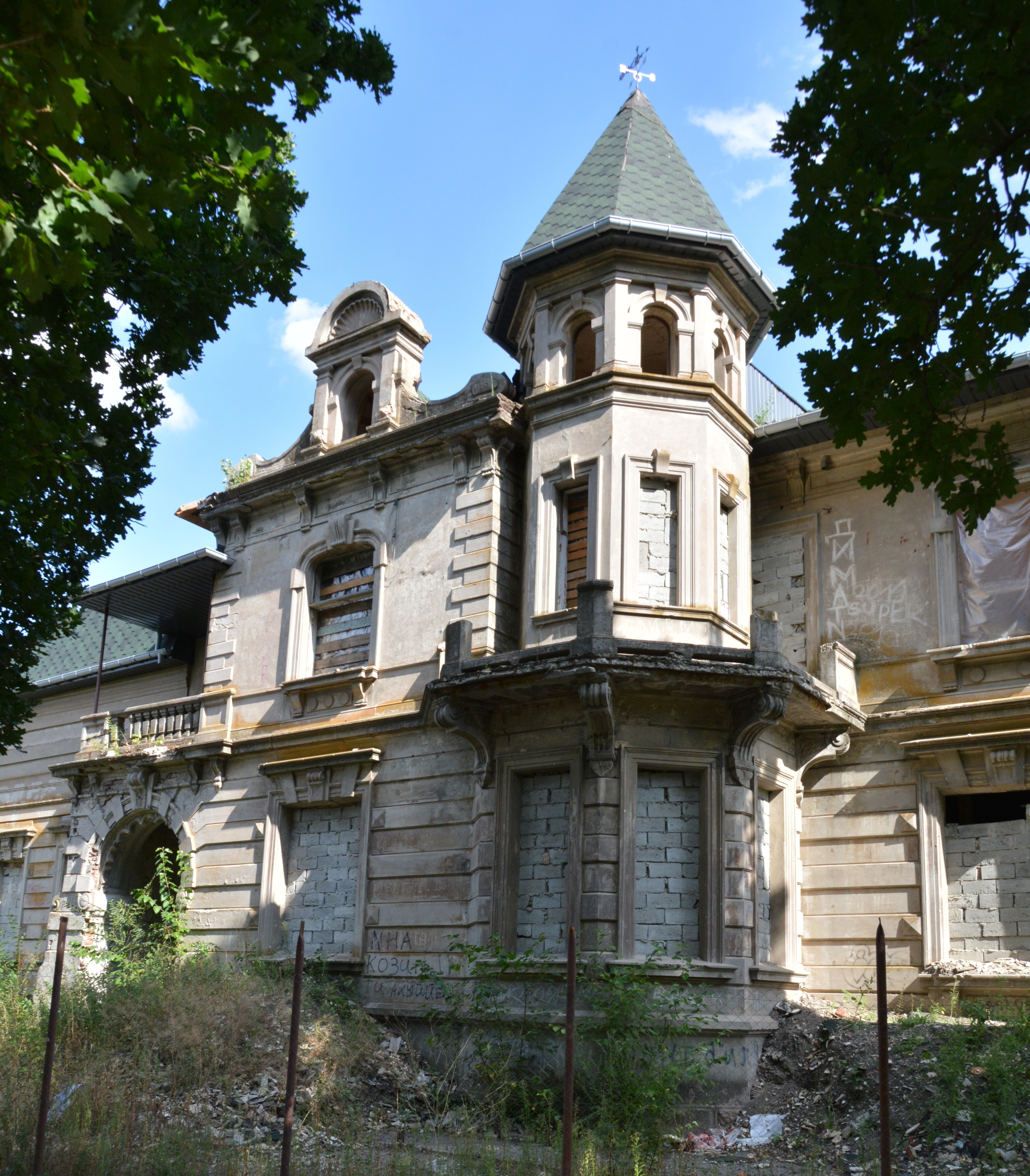
Residencia de Heinrich H. Williams
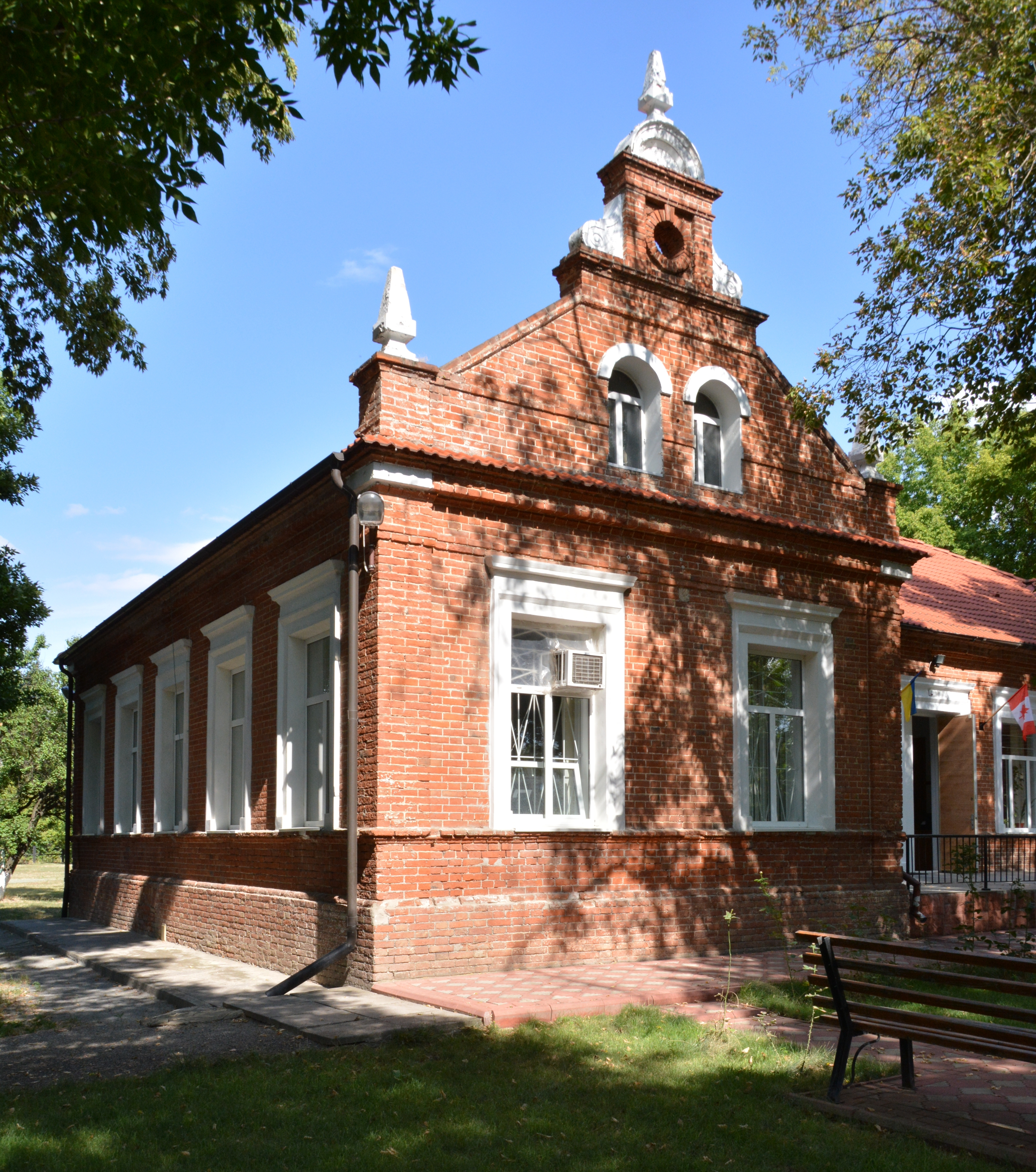
Antiguo colegio femenino de Molochansk
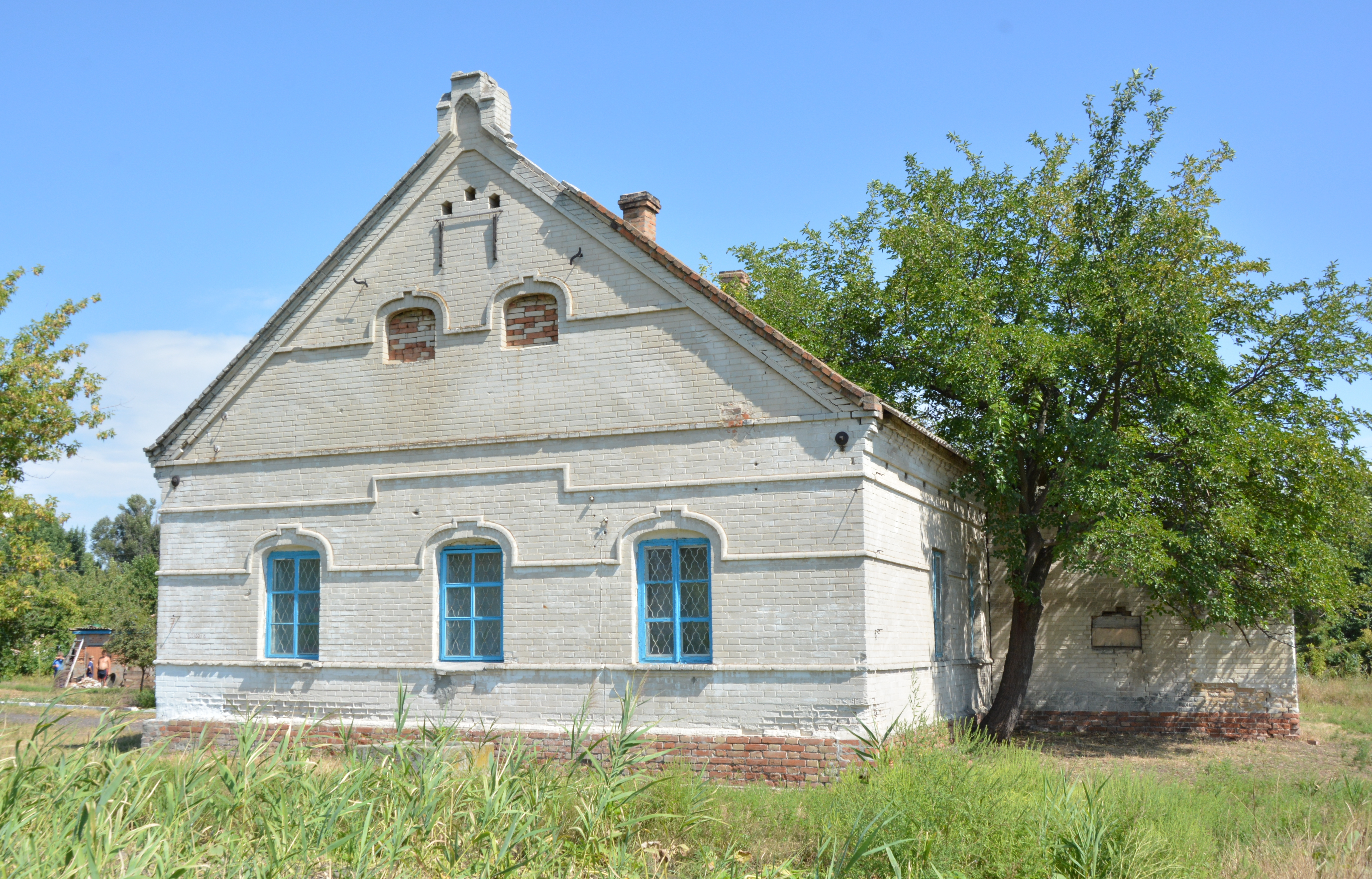
Antiguo hospital